# Francisco Javier Castaños
Francisco Javier Castaños Aragorri Urioste y Olavide (Madrid; 22 d'abril de 1758 - ibídem, 24 de setembre de 1852) fou un militar espanyol durant les Guerres Revolucionàries Franceses i la Guerra del Francès. Sovint és citat simplement com el general Castaños.

## Formació
Als 10 anys va rebre el grau de capità d'infanteria, que el rei Carles III li concedia en atenció als mèrits del seu pare. Passant a estudiar com oficial de poca edat al Seminari de Nobles, formació que completaria després a l'Acadèmia Militar de Barcelona.
Pertanyent a una noble família, en atenció als serveis prestats per llurs avantpassats, Carles III (1768) li concedí el grau de capità d'infanteria, passant com tots els militars menors d'edat a completar llurs estudis al Seminari de Nobles de Madrid, on per aquell temps s'educava l'aristocràcia espanyola. Destinat a comandar la companyia de granaders del regiment de Savoia, a Cadis, (als 16 anys, 1764), feu llurs primeres armes a les ordres del seu cunyat el comte Alejandro O'Reilly, al que acompanyà a Alemanya durant la guerra dels Set Anys, batent-se amb lluïment amb Frederic II, del que aprengué la tàctica militar.

## Guerra anglo-espanyola de 1779 - 1783
Es distingí a les ordres de duc de Crillon en la Guerra anglo-espanyola (1779-1783), particularment en la invasió de Menorca, en el setge, pren i defensa el Castell de Sant Felip de Maó, i en el bloqueig i setge de Gibraltar, pels quals ascendí a tinent coronel i comissionat per traslladar-se a Londres per negociar el bescanvi de presoners. Als 24 anys ascendeix a sergent major (comandant), als 26 a tinent coronel i als 31 a coronel graduat.

## Primera Coalició
En el regiment d'Àfrica l'any 1793 va prestar els seus serveis a la guerra que el rei Carles IV d'Espanya va declarar a la França republicana, contribuint a la defensa d'Orà i Ceuta, mereixent l'ascens a coronel, grau amb el qual prengué el comandament de regiment d'Àfrica en 23 de març de 1793, i a les ordres del general Ventura Caro i Maça de Lliçana, encarregat de vigilar la frontera dels Pirineus occidentals. Assistí a les accions de Benca, Sara, Pinor, Orduña, l'atac i presa de Castel Pignon i al combat d'Eugui, on el seu regiment, atacat per forces molt superiors, hagué d'efectuar un hàbil moviment de retirada per evitar una derrota segura, atorgant-li l'ascens a brigadier (1794).
En la defensa del mont de San Marcial rebé una greu ferida al cap, penetrant-li una bala per sota del pavelló de l'orella dreta i sortint-li per sobre de l'esquerra. Va caure a terra en terreny esquerp a l'extrem superior d'una costa difícil de baixar encara que fos una persona sana, on ni era possible l'ajut mèdic que llur estat requeria urgentment, ni transportar-lo a l'hospital de campanya. Els soldats feren tal desplegament d'esforç i sacrifici per treure el seu cap del lloc: que una volta guarit i en agraïment d'aquest fet, usà fins a la fi de la seva vida l'uniforme del regiment d'Àfrica. Una vegada restablert de la ferida tornà al teatre de la guerra i allà continuà fins a la Pau de Basilea, en què se'l destina de quarter a Madrid, després d'ascendir a mariscal de camp (1795).
Concorrent assidu a la tertúlia de la comtessa de Benavente, d'esperit contrari a Manuel de Godoy, l'afavorit el desterrà a Badajoz (1799). El 1802 rep l'ascens a tinent general per la defensa del port de Ferrol contra els anglesos, sent, així mateix, nomenat per al comandament de la comandància del Campo de Gibraltar la seu del qual trasllada des de San Roque fins a Algesires.

## Guerra del Francès

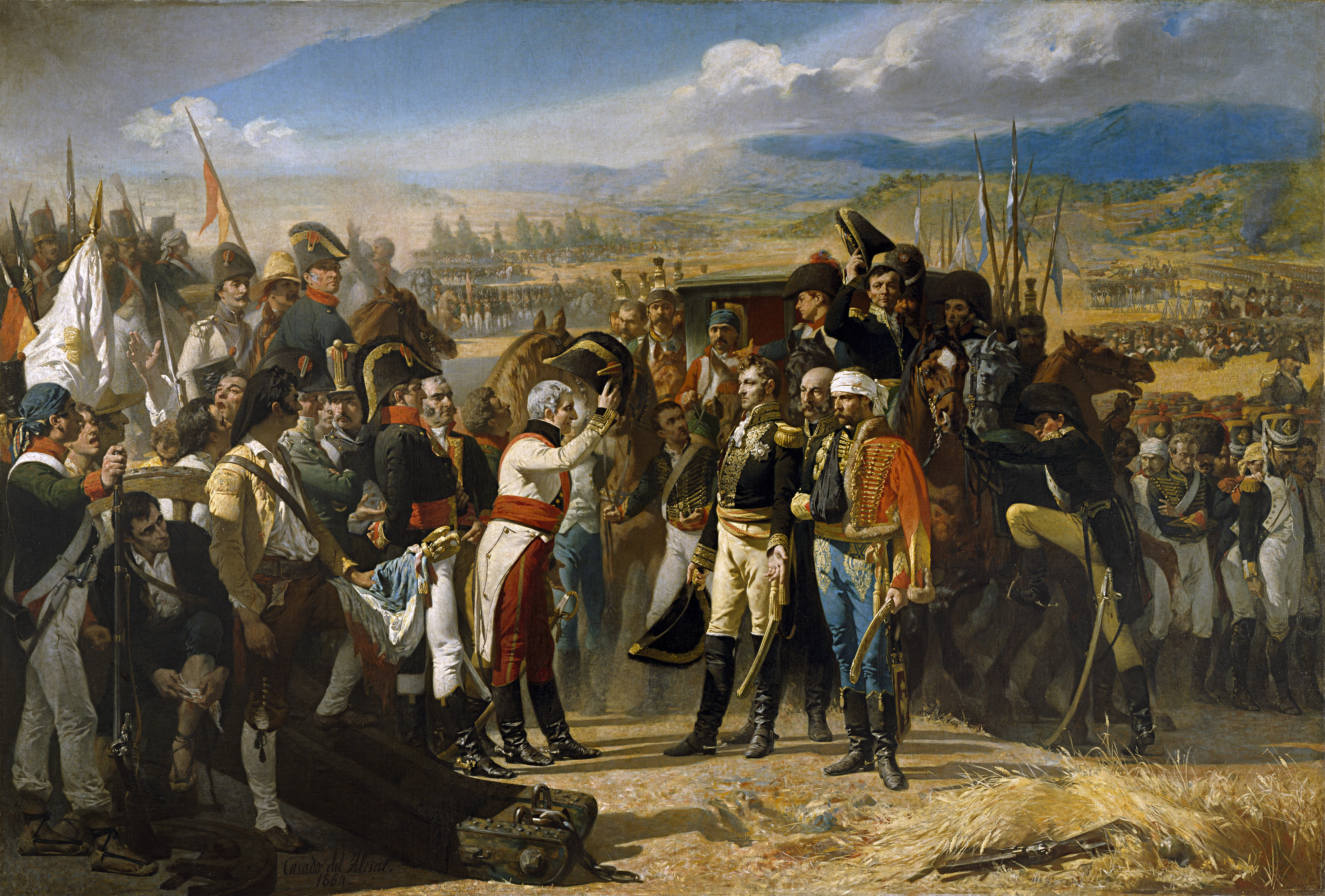
Representació de la Rendició de la Batalla de Bailén

Durant la seva la comandància feu front a la invasió francesa. Ajustà un pacte amb el general anglès Darrimple, governador de Gibraltar, en el qual es comprometien ambdós generals a prestar-se auxili mutu i passant a Ronda organitzà ràpidament una divisió de 6.000 homes amb soldats de diversos cossos i els nombrosos civils que acudiren a la seva crida patriòtica, forces que posà a les ordres de la Junta de Sevilla, que ensems li conferí la capitania general d'Andalusia, i des d'aquest lloc organitzà noves divisions per tota Andalusia amb les que marxà sense perdre un moment a l'encontre dels francesos, que havien travessat Despeñaperros a les ordres de Pierre-Antoine Dupont de l'Étang, de malnom "el terror del Nord"; ambdós exèrcits es trobaren a la plana de Bailén on es lliurà la batalla de Bailén el 19 de juliol de 1808 en la qual restaren presoners de Castaños 18.000 homes de les millors tropes de Napoleó I, que havien passejat les àguiles imperials per tots els països d'Europa, veient-se Dupont obligat a lliurar-se presoner i a entregar llur espasa al general espanyol. El 23 de novembre del 1808. Aquell triomf valgué al vencedor el tercer entorxat. Després de la victòria va romandre inactiu durant tres setmanes. Contribuí a la formació de la Junta Suprema Central i del Consell Superior de Guerra a Madrid, amb representants de Joaquín Blake i José de Palafox y Melci i els generals Peña i Cuesta. Després de la victòria de la batalla de Bailèn.
Instaurada la Junta Central Suprema i Governativa del Regne és designat per al comandament de l'exèrcit del Centre. De bell nou al front de l'exèrcit li mancà l'energia necessària per imposar-se al representant de la Junta, Francisco Palafox i a diversos generals, a pesar d'estar a les seves ordres, i a causa d'aquesta circumstància que motivà llur tardança a escometre el pla que s'havia traçat sofrí el desastre de Tudela.
Retirat el govern o Junta Central a l'isla de León, al constituir-se la regència ocupà la seva presidència, que desenvolupà amb gran encert fins al 1810, en què es reuniren les Corts. En morir el marquès de la Romana es possessionà del comandament del 5é cos d'exèrcit d'Extremadura, organitzant dues brigades d'infanteria i una de cavalleria, les que unides a les forces angleses manades pel general William Carr Beresford s'apoderaren d'Olivença i assetjaren Badajoz, a l'auxili de la qual assistí el mariscal Nicolas Jean de Dieu Soult que fou derrotat en la batalla de La Albuera, com després, d'acord amb el general anglès Hill, aquest desfeu el cos d'exèrcit francès manat per Jean-Baptiste Girard, del que en caigueren presoners 14.000 homes.
Posteriorment d'acord amb el duc de Wellington, prengué part en la Vitòria, passant després al Consell d'Estat d'Espanya. El 1808 rep de la Junta Suprema de Sevilla l'encàrrec de formar un exèrcit a Andalusia, sent nomenat capità general.

## Setena Coalició
El 1815, tornat Napoleó de l'illa d'Elba, assolí la capitania general de Catalunya i el comandament de l'exèrcit de 80.000 homes, amb els que penetrà a França apoderant-se de part del Rosselló, que evacuà després del Govern dels cent dies, tornant a desenvolupar la referida capitania general de Catalunya.
Va protegir molt activament la construcció del Canal de la Infanta (1817-1819), que havia de portar el seu nom. Dimití de la capitania general en ocórrer l'alçament de 1820, no sense haver reprimit abans el moviment lliberal de 1817.

## Darrers anys
Malalt ja Ferran VII presidí el Consell d'Estat i les Corts que proclamaren i juraren com a princesa d'Astúries a la infanta Isabel, després Isabel II d'Espanya, partit al qual s'afilià resoltament, malgrat de les gestions que practicà el pretendent don Carles per atreure'l al seu camp. Ferran VII li conferí el ducat de Bailén i el designà membre del Consell de Regència, que establí per testament. No prengué part activa en la Primera Guerra Carlina, sens dubte per la seva avançada edat, però posà tot el seu prestigi i vàlua al servei de la reina. Succeí a Agustín Argüelles Álvarez en 1844 com a tutor la infanta Isabel i de la seva germana la infanta Lluïsa Ferranda d'Espanya fins a la majoria d'edat de la primera, en la qual data assumí el comandament del Reial Cos d'Alabarders.
Morí cobert de glòries i honors posseint les grans creus de Sant Ferran, Sant Hermenegild, Carlos III, de la Legió d'Honor francesa i el Toisó d'Or.